# Asser Rig
Asser Rig var en son till den ansedda och mäktige hövdingen på Rügen Skjalm Hvide och växte upp med danske kungens Erik Ejegods son Knud Lavard.
Vid faderns död (omkring 1114) ärvde han sin del i faderns egendomar och blev själv en rik och mäktig man, innehavare av gården Fjenneslev på Själland i Danmark. Här födde hans hustru Inge, vilken skall ha varit av kunglig börd, deras tvillingar Esbern Snare och Absalon Hvide, vilka via sin fosterbror också kom att stå kungahuset nära.
Sina sista år tillbringade Asser som munk i det av honom stiftade Sorö kloster, och avled 13 dagar efter klosterkyrkans invigning, där han begravdes i ett av koren.
Hans hustru, som fortfarande levde år 1151, födde förutom de båda tvillingarna även dottern Ingefred.